# Ráskó Eszter
Ráskó Eszter 1987-ben született, és Nyíregyházán nőtt fel. Magyarország egyik legismertebb női stand-up előadója, a Dumaszínház társulatának tagja. Ismertsége előtt pszichológusként, szexuálpszichológusként, illetve HR-menedzserként dolgozott. 
2024 óta a Balázsék című reggeli rádióműsor műsorvezetőjeként váltotta Vadon Jánost. 

## Élete
1987-ben született, és Nyíregyházán nőtt fel. Férje gépészmérnök. 2020-ban megszületett férjével közös kislánya.

## Filmográfia

### Színház
| Év    | Cím                                          | Szerepkör | Színház     | Megjegyzés |
| ----- | -------------------------------------------- | --------- | ----------- | ---------- |
| 2018  | NagyÁrpi est - Ráskó Eszter önálló előadása  | előadó    | Dumaszínház |            |
| 2018  | Szingli'z Night                              | előadó    | Dumaszínház |            |
| 2022  | Tirpák Madonna - Ráskó Eszter önálló estje   | előadó    | Dumaszínház |            |
| 2024- | A hetyegő vipera - Ráskó Eszter önálló estje | előadó    | Dumaszínház |            |

### Rádió
| Év    | Cím      | Szerepkör   | Csatorna | Megjegyzés                             |
| ----- | -------- | ----------- | -------- | -------------------------------------- |
| 2024- | Balázsék | műsorvezető | Rádió 1  | Vadon Jánost váltotta műsorvezetőként. |

### TV
| Év    | Cím            | Szerepkör | Csatorna | Megjegyzés |
| ----- | -------------- | --------- | -------- | ---------- |
| 2024- | Álarcos Énekes | nyomozó   | RTL      |            |